# Alonso I de Fonseca

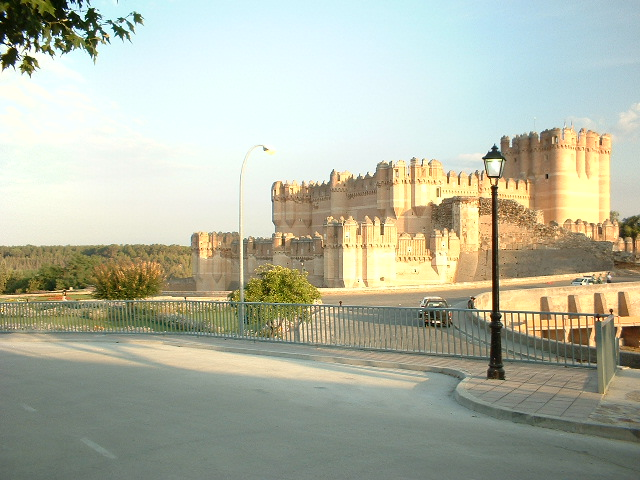
Castelo de Coca, no qual Alonso I estabeleceu seu morgado.

Alonso I de Fonseca (Toro, 1418 — Coca, 1473), bispo de Ávila (1445 a 1453) e arcebispo de Santiago de Compostela (1460 - 1463) e Sevilha, de 1454 a 1473, e considerado como o iniciador de um novo período na sé compostelana e o definidor do morgado familiar dos Fonseca, família muito influente na Galiza desse momento e em Castela.
Apesar de que na sua vida ocupou três sedes, não se possui muita documentação sobre seus mandatos, pelo que escasseiam os dados sobre sua vida, muitos deles obtidos do seu testamento.

## Origens

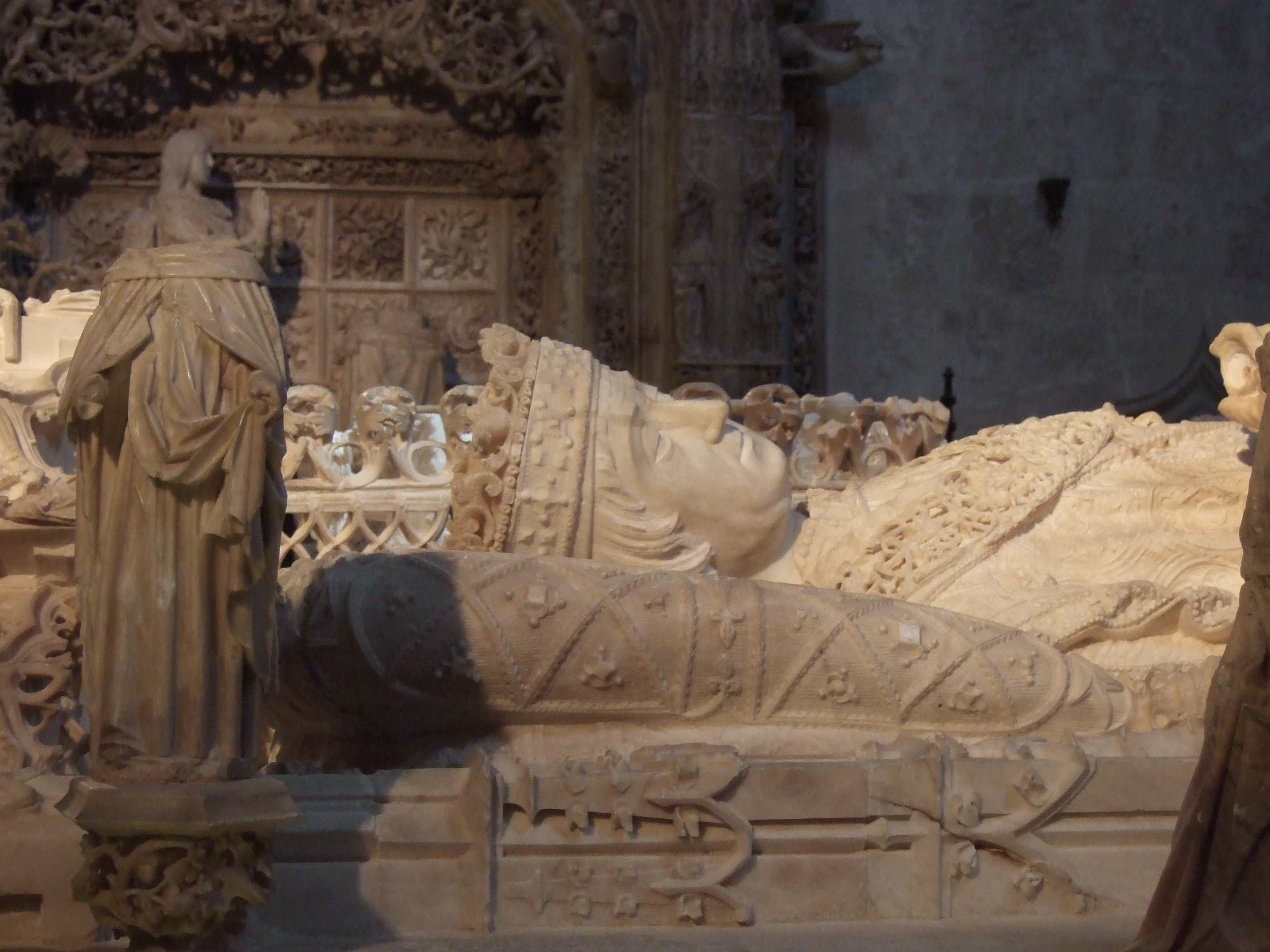
Tumba de João II de Castela na Cartuxa de Miraflores.

Filho de Juan Alonso de Ulloa, de origem portuguesa, conselheiro do rei João II e de Beatriz Rodríguez de Fonseca, que tiveram como filhos a Pedro Ruíz de Ulloa e Fonseca, Hernando de Fonseca e Catalina de Fonseca, esposa de Diego de Acevedo (os condes de Ayala) e mãe de Alonso II de Fonseca.
Durante os últimos 15 anos do reinado do Rei João permaneceu nela, e seguiu mantendo a graça do sucessor de João Henrique IV do que foi Capelão-Mor, chegando mesmo a bendizer seu matrimônio com Joana de Portugal em 1455. Mas poucos anos depois é recusado na Corte.
Em Setembro de 1460 enferma gravemente em Valladolid, que o leva em 3 de Setembro a fazer testamento.

## Arcebispado de Santiago de Compostela
De 1460 a 1463 ocupou a sé de Compostela no lugar do seu sobrinho Alonso II de Fonseca, que permaneceu como administrador da sé em Sevilha, com a finalidade de pôr paz nos convulsos domínios do arcebispado compostelana. Mas no mesmo ano de  1463 seus inimigos na Corte, dirigidos por Juan Fernández Galindo, comendador da rainha, e Afonso de Velasco, conseguem expulsá-lo de ambas as mitras (Santiago e Sevilha), pelo que o rei ordena sua volta a Sevilha. Pouco mais tarde novas disposições reais tiravam ao arcebispo a posse do seu senhorio, perdendo muitas das suas rendas e sendo os seus partidários apresados.

## A volta a Sevilha
A partir deste momento, o arcebispo optou por agir mais discretamente nas suas relações com a Corte e começou a afiançar o morgado familiar na vila de Coca (a vila de Toro era a casa primitiva da estirpe). Em 1467 a rainha Joana, esposa de Henrique IV, foi retida nesta vila por Alonso de Fonseca, seguindo instruções precisas do rei.
Na vila de Coca morreu em 1473, não sem antes vincular o futuro da sua família ao apóio à sucessão da futura Isabel a Católica